# Kalafina
Kalafina (カラフィナ, Karafina) byla japonská pěvecká skupina zformovaná v roce 2007 skladatelkou Juki Kadžiurou. Vznikla za účelem nahrání znělek pro sérii animovaných filmů Kara no kjókai. Později se podílela na soundtracku dalších sérií, např. Madoka Magica a Fate/stay night. Nahrála pět studiových alb a dvě kompilační alba, přičemž všechna se umístila na jedné z prvních deseti příček hudebního žebříčku Oricon. Rozpadla se na přelomu let 2018–2019.

## Historie
První sestava byla odhalena v lednu 2008. Tvořily ji Wakana Ótaki a Keiko Kubota, které v té již byly době členkami Kadžiuřina projektu FictionJunction. Jejich členství ve skupině Kalafina bylo oficiálně potvrzeno 29. dubna 2008 na koncertu Dream Port 2008. V květnu 2008 byla oznámena jména dvou dalších členek, Maji Tojošimy a Hikaru Masai. V dubnu 2017 skupina uzavřela smlouvu s nově založeným vydavatelstvím Sacra Music. V roce 2009 Kalafinu opustila Maja a skupina se tak na trvalo stala triem. Kalafina a sesterská skupina FictionJunction jsou skupiny s podobným konceptem, s tím rozdílem, že v případě Kalafiny se Kadžiura aktivně neúčastní živých vystoupení a je pouze producentkou a skladatelkou.
V únoru 2018 Juki Kadžiura oznámila rezignaci ze své pozice v agentuře Space Craft, přičemž Kalafina měla podle tiskové agentury Oricon dál pokračovat bez ní. Agentura Space Craft oznámila, že plánované koncerty a připravovaný dokumentární film k 10. výročí zrušeny nebudou. Rozpad skupiny měl podle očekávání proběhnout na jaře 2019, oficiálnímu fanklubu však bylo oznámeno, že Kalafinu opustí pouze jedna členka; kterou měla údajně být Hikaru. Agentura Sports Hochi následně oznámila, že skupinu opustí Keiko. Oficiální zpráva potvrzující Keičin odchod byla zveřejněna 13. dubna 2018 na blogu skupiny. 20. října 2018 opustila agenturu Space Craft Hikaru, o odchodu z Kalafiny se ale nezmínila. 13. března 2019 agentura Space Craft oznámila definitivní rozpad Kalafiny. Podle dostupných informací rozpad zapříčinily konflikty mezi Kadžiurou a členy managementu; samy vokalistky zůstávají nakloněné budoucí spolupráci.

## Členky

### Hlavní vokalistky
- Keiko (窪田啓子, Kubota Keiko, * 5. prosince 1985) – Pochází ze Šibuji. Je zároveň členkou sesterského projektu FictionJunction a spolupracovala s Juki Kadžiurou na projektu FictionJunction KEIKO. Kalafinu oficiálně opustila v dubnu 2018.[3] Před působením ve FictionJunction a Kalafině byla součástí rockového vokálního dua Itokubo. Její hlas byl agenturou Space Craft popsán jako „podmanivý bas“.[17] V roce 2020 zahájila práci na sólovém albu pod záštitou vydavatelství Avex Trax.[18]
- Wakana (大滝若奈, Ótaki Wakana, * 10. prosince 1984) – Obdobně jako Keiko je členkou FictionJunction a spolupracovala s Kadžiurou na projektu FictionJunction WAKANA.[19] V roce 2019 přešla od agentury Space Craft ke společnosti Victor Entertainment, pod níž zahájila sólovou kariéru.[20]
- Maja (豊島摩耶, Tojošima Maja) – Ke skupině se připojila po úspěšném absolvování konkurzu pořádaném společností Sony Music Japan. Přispěla pouze k singlu „Sprinter/Aria“. Skupinu opustila v roce 2009.[3]
- Hikaru (政井光, Masai Hikaru, * 2. července 1987) – Pochází z prefektury Tojama.[21] Do skupiny byla vybrána po účasti v konkurzu spolu s Majou. 20. října 2018 opustila agenturu Space Craft po vypršení smlouvy.[3] V roce 2020 zahájila sólovou kariéru pod uměleckým jménem H-el-ical//.[18][22]

### Podpůrné vokalistky
- Juki Kadžiura – Po většinu existence skupiny byla její hlavní skladatelkou a aranžérkou. Skupinu opustila v roce 2018 poté, co rezignovala na svou pozici v agentuře Space Craft.[6]
- REMI (田中玲美, Tanaka Remi, * 6. ledna 1977)
- Juriko Kaida (貝田由里子, Kaida Juriko, * 1. listopadu) – Bývalá členka FictionJunction.
- Hanae Tomaru (戸丸華江, Tomaru Hanae)

## Diskografie

### Alba
- 2009: Seventh Heaven
- 2010: Red Moon
- 2011: After Eden
- 2013: Consolation
- 2015: Far on the Water

### Ostatní alba
- 2008: Oblivious
- 2008: Re/oblivious (EP)
- 2013: Kalafina 5th Anniversary LIVE SELECTION 2009-2012 (živé CD)
- 2014: The Best "Red" (kompilace)
- 2014: The Best "Blue" (kompilace)
- 2016: Kalafina 8th Anniversary Special products The Live Album「Kalafina LIVE TOUR 2014」at TOKYO INTERNATIONAL FORUM HALL A (živé CD)
- 2016: Winter Acoustic "Kalafina with Strings" (akustické CD)
- 2018: Kalafina All Time Best 2008-2018